# Calliphora malayana
Calliphora malayana este o specie de muște din genul Calliphora, familia Calliphoridae, descrisă de Malloch în anul 1927. Conform Catalogue of Life specia Calliphora malayana nu are subspecii cunoscute.